# Distrito de Pleszew
Pleszew (en polaco, powiat pleszewski) es un distrito (powiat) del voivodato de Gran Polonia (Polonia). Tiene una población estimada, a fines de 2020, de 62 763 habitantes.
Fue constituido el 1 de enero de 1999 como resultado de la reforma del gobierno local de Polonia aprobada el año anterior.
Limita con otros ocho distritos de Gran Polonia: al norte con Września y Słupca, al nordeste con Konin, al sudeste con Kalisz y la ciudad homónima, al sur con Ostrów Wielkopolski, al suroeste con Krotoszyn y al oeste con Jarocin.
Está dividido en seis municipios (gminas): tres urbano-rurales (Pleszew, Dobrzyca y Chocz) y tres rurales (Gołuchów, Czermin y Gizałki).